# Сапунџија
Сапунџија је занатлија који од масноћа прави сапун за прање рубља и умивање лица и тела. По начину рада они су били слични мумџијама, који су поред сапуна израђивали и свеће. Историјски гледано у Енглеској и Сједињеним Државама реч сапунџија користи се и за продаваца или особу која тргује сапуном и/или свећама.
Када се током деветнаестог века појавила индустријска производња сапуна, сапунџијски занат изгубио је на значају. Данас занат живи само у малим срединама. Већ неколико година уназад занат је оживио у Европи и Сједињеним Државама. Појавиле су се и све више се појављују нове младе сапунџије  које производе сапун на традиционалан начин (ручно). 

## Историја
Сапунџијски занат датира још из Сумерије најстарија позната цивилизација у историјској регији јужне Месопотамије, данашњег јужног Ирака, током Енеолита и раног бронзаног доба, и вероватно прве цивизације на свету заједно са старим Египтом и цивилизацијом долине Инда.  Од Сумера, ова њима добро се позната техника, проширила се током крсташких ратовиа широм Европе, у којој се до појаве сапуна за  прање и одржаванје хигијене користио дртвени пепео или његов раствор (цеђ).  
Историја израде сапуна уско је повезана са развојем културе живљења и схватања значаја личне хигијене и прања рубља. У антици сапуни, који су прво сматрани козметичким средством све више се корсите за сузбијање зараза, лечење рана и других промена на телу, а потом и као средтсво за одржавање хигијене и негу тела.
Пре него што су се појавиле прве занатлије, сапунџије, израда сапуна била је распрострањена као облик кућна делтности, у оквиру које се кувао сапун само за своје потребе. У неким домаћинствима у Србији традиционално ова делатност задржала се све до првих деценија 20. века, када је израда сапуна постала не само занатска већ и индустријхска делатност. 
По попису становништва Шанца од 1720. године, у овом граду су постојала двојица сапунџија, тридесетих година их је било четворица, а 1772. седморица. 
Једно од првих удруживања сапунџија настало је 1871. гоине у Војводини из ког је нешто касније настало и Прво новосадско сапунџијско друштво (задруга), или мануфактура. Према сачуваним подацима 1892. године новосадско удружење сапунџија произвело је 350.000 килограма сапуна за прање и 25.000 килограма свећа. Заштитни знак Првог новосадског сапунџијског друштва био је паун, који је красио и рекламе овог удружења. Године 1904. Овом удружење израсло је у фабрику сапуна – данашњи „Албус”. Тада је сапунџијски занат једним делом потпуно нестао а другим делом се преточио у воскарски занат који се задржао до данашњих дана.

## Израда сапуна
Сапун су сапунџије правиле кувањем од лоја и других животињских масноћа, соли и масне соде, која се добијала од соде (натријум-карбоната) и креча (уместо соде могао је послужити и пепео). Сапунџије су за кување имале велике посуде од неколико стотина литара. У њима се најпре топио лој, који се потом кувао с масном содом, а као огрев користило се дрво. Со је служила за издвајање основне сапунске масе, која се испирала водом и сипала у дрвене калупе, где се недељама хладила. 
Сапунџије су често били и воскари јер су од истог материјала од кога су правили сапун правиле и свеће, тзв лојанице.
Са усавршавањем производног процеса и рецепата за израду сапона, сапунџије уводе и диверзификацију: поред класичног израђују све више парфимисане луксузне сапуне чија је производња развијена у 19. веку. Производнја ових сапуна прво је била у малим серијама, а затим се све више ртазвијала као продукција индустријски произведеног потрошачког сапуна у великим серијама.
Интернационализација тржишта робе широке потрошње по завршетку Другог свестског рата приморала је произвођаче сапуна да крену у „борбу” за потрошачима и освајање нових тржишта.

## Еснафско удруживање
Први цехови сапунџија документовани су у Централној Европи у 14. веку у Аугсбургу , Бечу и Улму., док су у Аустрогураској новосадске сапунџије основале свој цех 1749. годинекада су од Магистрата затражиле цеховску привилегију. Одобрена су им само правила, којима су привремено регулисале свој положај, права и дужности. Државни фиск (пореска власт) није им одобрила привилегију. Тек када су се удружили месари и сапунџијама је 1764. дата је дозвола за заједнички цех (еснаф) и он је постојао до 1872. Сапунџије су преко цеха тражиле да се забрани рад онима који су сапун продавали по нижим ценама, као и да се онемогући трговцима да нуде сапун донет из других земаља.
На Балкану први  еснафи основани су у време владавине Османлија у 18 и 19 веку, са циљем да ове занатлије заштитите своје интересе, од увоза сапуна из других небалканских земаља.
У католичкој вероисповести Свети Флоријан је био заштитник произвођача сапуна, а у православној вери био је то Свети Тодори, који се славио и као еснафска слава, у прву суботу Ускршњег поста.

## Сапунџије данас
Израда сапуна као занатска делатност, с краја 20. и с почетка 21. века  има све врише присталица, како оних који се израдом сапуна баве као хобијем, до оних који користећи се  традиционалним методама израде сапуна, желе не само да сачувају овај стари занат већ и да задовоље све већи интересовање потрошача који преферирају традиционалне ручно израђене сапуне као алтернативу индустријској понуди и масовној производњи сапуна, чиме доприносе одржививијем начину живота.